# Студия секса
«Студия секса» (швед. Studio Sex) — шведский детективный фильм, снятый по роману шведской писательницы Лизы Марклунд, которая выступила соавтором сценария.

## Сюжет
Анника Бенгтзон — журналистка. Её цель — эксклюзивный материал для газеты. Зачатки для такого материала Анника находит в деле об убийстве девушки в общественном парке. Работа идет довольно успешно. Затем внимание Анники привлекает владелец секс-клуба.

## В ролях
- Малин Крепин — Анника Бенгтзон
- Бьёрн Челльман — Андерс Шюман
- Лейф Андрее — Спикен
- Эрик Юханссон — Патрик Нильсон
- Кайса Эрнст — Берит Хармин
- Рикард Ульфсетер — Томас Самуэльссон
- Феликс Энгстрём — Q
- Леонард Терфельт — Кристер Лундгрен
- Андерс Альбум — премьер-министр
- Юханнес Альвен — Иоаким